# Vulcão Lacial
O vulcão Lacial faz parte  das colinas Albanas e da província magmática romana que se estende desta a Toscana meridional até ao golfo de Nápoles (abrangendo os aparelhos vulcânicos do Somma-Vesúvio e dos campos Flégreos), por cerca de 1500 km², imediatamente a sul do baixo vale do rio Tibre. 
A história eruptiva parece ter início há 530 mil anos ; 97% dos produtos expelidos foram-no, provavelmente, durante a fase inicial - a principal -, designada de tuscolano-artemisia, que termina há 360 mil anos com a formação da caldeira homónima, criada a partir do colapso de parte da cratera. 
A segunda fase, compreendida entre há 260 mil e 150 mil anos, denominada campos de Aníbal, inicia-se após uma breve pausa de atividade, no interior da caldeira colapsada. Ocorre a formação de um cone vulcânico de cerca de 500 metros de altura, cuja base apresenta um diâmetro de 5 km: a atividade caracteriza-se por ser do tipo explosivo.
A terceira fase, denominada hidromagmática final, desenvolve-se entre os 100 mil e 30 mil anos atrás, de atividade prevalentemente freatomagmática, portanto, explosiva, devido à interação com fluidos aquosos e o magma. As crateras produzidas por estas explosões são: Valle di Ariccia, Valle Marciana, Prata Porci, Pantano secco, Gluturna Castiglione e aquelas atualmente ocupadas pelos lagos de Nemos e Álbano.